# المخزن (قنا)
قرية المخزن هي إحدى القرى التابعة لمركز قوص في محافظة قنا في جمهورية مصر العربية. حسب إحصاءات سنة 2006، بلغ إجمالي السكان في المخزن 9102 نسمة، منهم 4540 رجل و4562 امرأة.